# بات ستانتون
بات ستانتون (بالإنجليزية: Pat Stanton)‏ (13 سبتمبر 1944 بإدنبرة في المملكة المتحدة - ) هو مدرب كرة قدم ولاعب كرة قدم بريطاني في مركز الوسط. شارك مع منتخب اسكتلندا لكرة القدم. أما مع النوادي، فقد لعب مع نادي سلتيك ونادي هيبرنيان ورابطة كرة القدم الاسكتلندية الحادية عشر ‏.

## مسيرته الكروية
لعب بات ستانتون خلال مسيرته الاحترافية مع ناديين في خمسة عشر موسمًا وسجل خلالها 52 هدفًا ضمن 436 مباراة. حيث فاز في موسم واحد بالكأس وفي موسم واحد بالدوري.
خاض بات ستانتون مسيرته مع نادي هيبرنيان في موسم 1963–64 ليلعب معه ثلاثة عشر موسمًا، مشاركًا في 399 مباراة سجل خلالها 52 هدفًا. ثم انتقل إلى نادي سلتيك في موسم 1976–77 ولمدة موسمين، حيث شارك في 37 مباراة ولم يسجل أي هدف.

## وصلات خارجية
- بات ستانتون على موقع الاتحاد الدولي (مؤرشف)  (الإنجليزية)
- بات ستانتون على موقع الاتحاد الأوربي (الإنجليزية)
- بات ستانتون على موقع قاعدة بيانات كرة القدم.إي يو (الإنجليزية)
- بات ستانتون على موقع ناشيونال فوتبول تيمز (الإنجليزية)